# 绿岛细柄草
绿岛细柄草（学名：Capillipedium kwashotensis）为禾本科细柄草属下的一个种。

## 扩展阅读
- 維基物種上的相關：绿岛细柄草